# 씨 하우 데이 런
《씨 하우 데이 런》(영어: See How They Run)은 2022년 개봉한 미스터리 코미디 영화이다. 톰 조지의 감독 데뷔작이다.
씨 하우 데이 런은 2022년 9월 9일 영국에서, 2022년 9월 16일 북미에서 서치라이트 픽처스를 통해 극장 개봉되었다. 이 영화는 비평가들로부터 긍정적인 평가를 받았고 전 세계적으로 2,200만 달러의 수익을 올렸다.

## 줄거리
1953년 런던, 애거서 크리스티의 연극 "쥐덫" 100회 공연 기념 파티에서 영화감독 레오 코페르닉이 살해당한다. 사건은 형사 스토파드와 신참 순경 스토커가 맡게 되고, 극장 안의 모든 사람이 용의자로 지목된다. 수사를 진행하며 코페르닉이 여러 여성들과 관계를 맺었으며, 각본가 머빈 코커-노리스와 영화 각색 문제로 갈등을 겪었다는 사실이 밝혀진다. 스토파드는 술에 취해 아내에게 버림받은 과거를 스토커에게 털어놓고, 스토커는 스토파드의 전처와 관련하여 그를 의심하기 시작한다. 
연극 공연 중 머빈이 살해되고, 현장에서 스토파드가 발견되자 스토커는 그를 체포한다. 하지만 코페르닉의 아들 엄마가 스토파드의 전처가 아닌 것으로 드러나면서 스토파드는 풀려난다. 스토커는 코페르닉 아들의 엄마로부터 살인자의 악센트에 대한 단서를 얻고, 스토파드는 머빈의 연구 자료를 통해 진범이 극장 안내원 데니스임을 깨닫는다. 데니스는 과거 자신의 형의 비극을 연극의 소재로 삼아 이득을 취하는 것에 분노하여 코페르닉과 머빈을 살해한 것이었다.
데니스는 극 관계자들을 애거서 크리스티의 집으로 유인해 복수를 시도한다. 애거서 크리스티가 등장해 독이 든 차를 내놓지만 하인이 실수로 마셔버린다. 스토파드가 난입하여 총격전이 벌어지고, 스토커는 스토파드를 구하려다 총에 맞는다. 결국 애거서 크리스티가 삽으로 데니스를 제압하며 사건은 마무리된다. 이후 스토커는 경사 시험에 합격하고, 스토파드는 훈장을 받으며 둘은 다시 "쥐덫" 공연을 보러 간다. 마지막 장면에서 스토파드는 관객들에게 극의 반전을 비밀로 해달라는 당부를 한다.

## 출연
- 샘 록웰 - 스토파드 경위
- 세어셔 로넌 - 스토커 경관
- 에이드리언 브로디 - 리오 코퍼닉
- 루스 윌슨 - 퍼툴라 스펜서
- 리스 시어스미스 - 존 울프
- 해리스 디킨슨 - 리처드 애튼버러
- 찰리 쿠퍼 - 데니스 코리건
- 데이비드 오옐러워 - 머빈 코커노리스
- 셜리 헨더슨 - 애거사 크리스티
- 루시언 므사마티 - 맥스 맬로언
- 피파 베넷워너 - 앤 새빌
- 펄 챈다 - 실라 심
- 폴 차히디 - 펠로스
- 샨 클리퍼드 - 에더나 롬니